# Оборотно-сальдова відомість
Оборотно-сальдова відомість — один із стандартних (загальних) звітів, який містить для кожного рахунку залишки на початок та на кінець періоду та обороти за дебетом і кредитом за обраний період.
За допомогою оборотно-сальдових відомостей контролюють відповідність аналітичного обліку рахункам синтетичного обліку — сума записів за рахунками аналітичного обліку має збігатися із сумою записів за рахунками синтетичного обліку.
Методичні рекомендації Міністерства фінансів України по застосуванню регістрів бухгалтерського обліку малими підприємствами передбачає використання оборотно-сальдової відомості для узагальнення щомісяця даних регістрів бухгалтерського обліку за кожним рахунком бухгалтерського обліку, за кожним з яких окремо зазначають дебет і кредит такого рахунку. Кредитові обороти з регістрів бухгалтерського обліку переносять у дебет відповідних рахунків оборотно-сальдової відомості. Дебетові обороти оборотно-сальдової відомості за кожним рахунком бухгалтерського обліку мають дорівнювати дебетовому обороту за відповідним рахунком бухгалтерського обліку у регістрі (відомості) бухгалтерського обліку. Загальна сума дебетових оборотів (сума даних рядків графи 29 оборотно-сальдової відомості за формою, доданою до рекомендації) оборотно-сальдової відомості має дорівнювати загальній сумі кредитових оборотів (сума даних за графами 4-28 рядку "Усього оборотів за кредитом рахунків") оборотно-сальдової відомості.
Розрахунки оборотно-сальдової відомості можуть бути автоматизовані засобами електронних таблиць, зокрема Microsoft Excel.